# Crawley & District Football League
De Crawley & District Football League is een Engelse regionale voetbalcompetitie. Er zijn 4 divisies en de hoogste divisie bevindt zich op het 11de niveau in de Engelse voetbalpiramide.
De kampioen kan een aanvraag indienen om te promoveren naar de Combined Counties League of de Sussex County Football League. 

## Recente kampioenen
| Seizoen | Premier Division | Division One | Division Two | Division Three |
| ------- | ---------------- | ------------ | ------------ | -------------- |
| 2005-06 | Merstham Newton  | Windmill     | County Oak   | Sussex Elite   |